# Barnard 30
Barnard 30 is een absorptienevel in Sh2-264, ten noorden van Lambda Orionis, ook wel Heka genoemd. De regio ligt ongeveer 1300 lichtjaar van de aarde.
De nevel is een van de regio's in Sh2-264 waar de populatie van jonge sterren geconcentreerd is, samen met de Lambda Orionis-cluster en Barnard 35.  Het bevat Herbig-Haro-objecten, jonge sterren, bruine dwergen en meervoudige T Tauri-sterren. De jonge populatie omvat HK Orionis, een Herbig Ae/Be ster en HI Orionis, een T Tauri ster.
De stellaire populatie in Barnard 30 is ongeveer 2-3 miljoen jaar oud en is daarmee aanzienlijk jonger dan de centrale Lambda Orionis-cluster. Deze wolk is waarschijnlijk gevormd door de massieve ster Heka en deze ster is ook verantwoordelijk voor het op gang brengen van stervorming in deze wolk. Een mogelijke supernova 1 miljoen jaar geleden die mogelijk Sh2-264 heeft gevormd, zou een extra mogelijkheid kunnen zijn voor de stervorming in deze regio.
De regio bevat een reflectienevel.

## Waarnemingen
Het emissiegebied van Barnard 30 heeft een lage helderheid en beslaat een groot deel van de hemel. Omdat Barnard 30 hetzelfde sterrenbeeld deelt als de beroemde Orionnevel wordt hij zelden in beeld gebracht.